# 石谷清胤
石谷 清胤（いしがや きよたね）は、江戸時代の旗本。

## 生涯
宝永6年（1709年）9月28日、徳川家宣に拝謁する。享保6年（1721年）11月28日に父である石谷清職の跡を継ぐ。享保9年（1724年）10月9日、御書院の番士となる。清胤の死後は弟の石谷清候が跡を継いだ。